# Elezioni amministrative a San Marino del 2004

Le elezioni amministrative sammarinesi del 2004 si svolsero il 18 aprile nel castello di Borgo Maggiore per l'elezione della Giunta di Castello e del Capitano di Castello.

## Elezioni del 18 aprile 2004

### Borgo Maggiore
Totale seggi scrutinati
|                | Valore | Percentuale |
| -------------- | ------ | ----------- |
| Iscritti       | 4.410  |             |
| Votanti        | 2.712  | 61,50%      |
| Schede nulle   | 129    | 4,76%       |
| Schede bianche | 56     | 2,07%       |
| Voti validi    | 2.527  | 93,18%      |

| Candidati | Candidati          | Voti | %     |
| --------- | ------------------ | ---- | ----- |
|           | Settimio Lofernini |      | 50,42 |
|           | Pietro Faetanini   |      | 27,46 |
|           | Monica Stacchini   |      | 22,12 |